# انتخاب (آلبوم کیم وایلد)
«انتخاب» آلبومی از هنرمند اهل بریتانیا کیم وایلد است که در سال ۱۹۸۲ میلادی منتشر شد.